# Congreso de Valencia
El congreso de Valencia se creó el 6 de mayo de 1830, estaba basada en el movimiento anti-bolivariano dirigida por el General José Antonio Páez.

## Historia
Contó con la asistencia de 33 diputados de los 48 que se habían elegido en representación de las provincias de Cumaná, Barcelona, Margarita, Caracas, Carabobo, Coro, Mérida, Barinas, Apure y Guayana. Tuvo como objeto la toma de decisiones con respecto a los pasos a seguir por el Departamento de Venezuela en vista del creciente y continuo distanciamiento con el Gobierno Central de la Gran Colombia localizado en la ciudad de Bogotá.
Este Congreso se caracterizó por su tendencia anti-bolivariana, habiéndose elegido la ciudad por ser residencia del General José Antonio Páez (jefe civil y militar del Departamento de Venezuela) y por haber sido el punto de origen del movimiento separatista La Cosiata ocurrido entre 1826 y 1829. El descontento existente llevó, al momento de proponerse un pacto con el Gobierno de la Gran Colombia, a que el diputado José Luis Cabrera declara: «El enunciado pacto no puede tener lugar, mientras exista en el territorio colombiano el General Simón Bolívar»..

## Disolución
El 14 de octubre de 1830, fecha de cierre del congreso, se toma la decisión de separarse de la Gran Colombia. Allí nace como consecuencia, el llamado Estado de Venezuela, cuyas bases políticas y legales que fundamentan el nacimiento de dicha república como nación independiente, se hallan contenidas en la Constitución de 1830, elaborada por este congreso convocado por el General José Antonio Páez con el fin de legitimar la separación de Venezuela de la Gran Colombia, destruyendo así el proyecto bolivariano.